# Пауша
Пауша (санскр. पौष, IAST: pauṣa, там. தை), или пуса (хинди पूस), или тайша — месяц индуистского календаря. В едином национальном календаре Индии пауша является десятым месяцем года, начинающимся 22 декабря и оканчивающимся 20 января. В нем 30 дней. Это зимний месяц, обычно попадающий на пик зимы.
В солнечных религиозных календарях месяц пауша начинается со вхождения Солнца в созвездие Стрельца.
Раньше в полнолуние этого месяца проводилась пушьяснана — церемониальное омовение, ежегодно совершавшееся царями. Она входила в состав раджасуи, подтверждала главенство царя и даровала появление наследника. Эта церемония также оберегает от природных катаклизмов.